# Raquel Eskenazi
Raquel Eskenazi Rodrich (1926-2012) fue una arquitecta chilena. Fue cofundadora de la oficina de arquitectura Schapira Eskenazi, junto al arquitecto Abraham Schapira, y cofundadora de la revista AUCA.

## Biografía
En la década de los años 50, junto a su esposo y colega, Abraham Schapira, fundó la oficina de arquitectura Schapira Eskenazi Arquitectos, conocida también como SEA, junto a los socios arquitectos León Messina (1966-1978), Mario Lifschitz (1978-1981 y 1984-2000) y Pedro Iribarne (1980-1983).
Eskenazi, junto a Schapira, formó parte del equipo fundador y editorial de la Revista AUCA (Arquitectura, Urbanismo, Construcción, Arte) en 1965 hasta su cierre en 1986.
La obra de Eskenazi ha sido descrita como "netamente comercial, pero siempre digna y de alta calidad en cuanto a proyectación y terminaciones”. Al interior de la oficina, fue distinguida como "agente clave en la definición del borde costero moderno de Viña del Mar y en la incorporación del balcón como un espacio intermedio en la comuna de Providencia".

## Legado
En 2016, el arquitecto Miguel Lawner, Premio Nacional de Arquitectura de Chile, declaró sobre el impacto del Eskenazi y Schapira:
"Este tipo de empresa familiar es inimaginable en el actual mundo globalizado, con grandes capitales -a menudo foráneos- copando el mercado inmobiliario e intensificando la especialización de las actividades. Hoy día, el cliente sólo tiene acceso a oficinas encargadas del marketing, entendiéndose con sofisticadas promotoras o con anónimos gerentes, e ignorando a los autores del proyecto, que no tienen cabida  ni siquiera en los avisos publicitarios.
En 2018, de forma póstuma, la Facultad de Arquitectura, Diseño y Estudios Urbanos de la Pontificia Universidad Católica de Chile, publicó sus memorias profesionales tituladas "Schapira Eskenazi Arquitectos, SEA - SEM - SEL: Obra Cincuentenaria".

## Obras representativas
- Edificio Holanda II. Santiago
- Edificio Los Leones 80. Santiago
- Edificio Pío X. Santiago.
- Edificio El Bosque 2. Santiago
- Casa Guendelman. Santiago[6]
- Conjunto Montecarlo 2. Viña del Mar.[7]
- Edificios Atalaya. Viña del Mar
- Edificio Ultramar. Viña del Mar
- Edificio Hanga Roa. Viña del Mar
- Edificio de la Caja de Empleados. Concepción
- Conjunto habitacional Arturo Soria. Madrid

## Publicaciones
- 2018 — Schapira Eskenazi Arquitectos, SEA - SEM - SEL: Obra Cincuentenaria. Ediciones ARQ. [8]